# Preferencja
Preferencje (ang. preference) są podstawowym pojęciem w teorii ekonomii oraz w mikroekonomii, szczególnie w teorii wyboru konsumenta i w teorii gier. Preferencje konsumenta odzwierciedlają i formalizują gusty konsumenta i nie zależą w żaden sposób od cen dóbr lub budżetu konsumenta, lecz wyłącznie od zadowolenia, satysfakcji, szczęścia lub użyteczności jakie mu zapewniają. Preferencje pozwalają konsumentowi dokonywać wyborów w obliczu rozmaitych alternatyw.

## Formalna definicja
Z matematycznego punktu widzenia, preferencja jest binarną relacją na zbiorze S wszystkich dostępnych dla konsumenta dóbr. Zazwyczaj definiuje się słabą relację preferencji ≤. Dla dwóch elementów a oraz b zbioru S, piszemy a ≤ b jeżeli konsument słabo preferuje b wobec a, co w praktyce oznacza, że jeżeli miałby on do wyboru dobra a i b, to wybór b byłby nie gorszy niż wybór a.
W ekonomii zazwyczaj (choć nie zawsze) zakłada się, że słaba relacja preferencji spełnia następujące trzy warunki:
- jest przechodnia (tranzytywna), co oznacza, że jeżeli dla trzech dóbr a, b, i c ze zbioru S zachodzi a ≤ b oraz b ≤ c, to musi również zachodzić a ≤ c.
- jest spójna, co oznacza, że każde dwa elementy zbioru S można porównać, tzn. albo a ≤ b, albo b ≤ a. Jeżeli zachodzi jednocześnie a ≤ b jak i b ≤ a, wówczas mówi się, że konsument jest obojętny wobec a i b.
- jest zwrotna, co oznacza, że dla każdego elementu a ze zbioru S zachodzi a ≤ a. Zwrotność relacji wynika z jej spójności; mimo to większość podręczników wymienia zwrotność jako osobny, trzeci warunek (dlatego, że są w użyciu dwie nierównoważne definicje spójności i tylko jedna z nich implikuje zwrotność).

Relację posiadającą powyższe trzy własności zazwyczaj nazywa się racjonalną relacją preferencji. 
Mając daną słabą relację preferencji można zdefiniować także silną relację preferencji oraz relację obojętności. Konsument silnie preferuje b wobec a, co zapisuje się zazwyczaj jako a < b jeżeli zachodzi a ≤ b oraz nie zachodzi b ≤ a. Oznacza to, że stojąc przed wyborem a lub b konsument zawsze wybierze b.
Konsument jest obojętny wobec a i b, co zapisuje się zazwyczaj jako a ~ b, jeżeli zachodzi jednocześnie a ≤ b oraz b ≤ a. Relacja obojętności ~ jest relacją równoważności na zbiorze S i dzieli go na klasy abstrakcji, czyli podzbiory elementów, które konsument preferuje jednakowo. W teorii użyteczności te klasy abstrakcji definiują tzw. krzywe obojętności (ang. indifference curves).

## Preferencje a funkcja użyteczności
Zazwyczaj relację preferencji ≤ jest łatwiej opisać i badać przy pomocy funkcji użyteczności. Funkcja użyteczności odpowiadająca preferencji ≤, to funkcja u zdefiniowana na zbiorze S o wartościach rzeczywistych, taka że u(a) ≤ u(b) wtedy i tylko wtedy gdy a ≤ b. Istnieją twierdzenia, które dowodzą istnienia funkcji użyteczności dla racjonalnych relacji preferencji. Podczas gdy dla danej relacji preferencji funkcja użyteczności nie jest zdefiniowana jednoznacznie (np. jeżeli u jest funkcją użyteczności odpowiadającą preferencji ≤, wówczas dowolna rosnąca transformacja funkcji u, jest również funkcją użyteczności odpowiadającą tej samej preferencji ≤), to każdej funkcji użyteczności odpowiada tylko jedna relacja preferencji ≤.
Jeżeli relacja preferencji nie spełnia warunku przechodniości, wówczas nie można jej opisać przy pomocy funkcji użyteczności.